# Gladys Berejiklian
Gladys Berejiklian (ur. 22 września 1970 w Manly) – australijska polityk, lider Liberalnej Partii Australii w Nowej Południowej Walii, członkini Zgromadzenia Ustawodawczego Nowej Południowej Walii reprezentująca okręg wyborczy Willoughby, w latach 2017–2021 45. premier Nowej Południowej Walii.
Zanim została premierem była Skarbnikiem Nowej Południowej Walii i ministrem stosunków przemysłowych w drugim rządzie Mike'a Bairda i ministrem transportu w rządzie Barry'ego O'Farrella i pierwszym rządzie Mike'a Bairda. W latach 2014–2017 była wiceliderką Partii Liberalnej Nowej Południowej Walii. 23 marca 2019 została ponownie wybrana na stanowisko premiera Nowej Południowej Walii, gdy Koalicja Liberalno-Narodowa wygrała wybory stanowe w 2019 roku. 5 października 2021 zrezygnowała ze stanowiska.